# Stefano Postiglione
Stefano Postiglione (Napoli, 7 dicembre 1960) è un ex pallanuotista italiano.

## Biografia
Fu il capitano del Posillipo che vinse il primo scudetto nel 1985.

È il cugino del pallanuotista Francesco Postiglione.

## Palmarès

### Giocatore

#### Club
- Campionato italiano: 4

Posillipo: 1984-85, 1985-86, 1987-88, 1988-89
- Coppa delle Coppe: 1

Posillipo: 1986-87

#### Nazionale
- Giochi del Mediterraneo: 1

Italia: Casablanca 1983
- Campionato mondiale: 1

Italia: Madrid 1986
- Universiade: 1

Italia: Zagabria 1987
- Campionato europeo: 1

Italia: Strasburgo 1987